# Accademia Bizantina
Accademia Bizantina (укр. Візантійська академія) — італійський ансамбль, що спеціалізується на музиці XVII–XVIII ст. в аутентичному виконанні.

## Історія
Ансамбль створений у 1983 році в Равенні. У січні 1996 року ансамбль очолив Оттавіо Дантоне, клавесинист оркестру з 1989 року. Оркестр гастролював в країнах Європи, в Японії, Ізраїлі, Мексиці, США.
Оркестром виконані і записані твори Антоніо Вівальді, Бальдассаре Галуппі, Томазо Альбіноні, Арканджело Кореллі, Джованні Баттісти Перголезі, Гаспаре Спонтіні, Генрі Перселла, Георга Фрідріха Генделя, Йозефа Гайдна, Вольфганга Амадея Моцарта, concerti grossi та інші твори Алессандро Скарлатті, кантати і клавесинні концерти Йоганна Себастьяна Баха та ін.
З окрестром виступають і записуються Андреас Шолль, Роберта Інверніцці, Сандрін Пьо, Соня Пріна.
Альбом O Solitude, записаний з Андреасом Шоллем і Стефано Монтанарі, був номінований на премію «Греммі» у 2012 році в категорії «Найкраще класичне вокальне сольне виконання».

## Дискографія
- 1995 — Ottorino Respighi: Antiche Danze ed arie per Liuto, III Suite (Denon)
- 2000 — Vivaldi: Il Cimento dell'Armonia, Op. 8, Nos. 7-12 (Arts Music)
- 2000 — Vivaldi: Il Cimento dell'Armonia, Op. 8, Nos. 1-6 (Arts Music)
- 2003 — Purcell: The Fairy Queen (Arts Music)
- 2004 — Alessandro Scarlatti: Il Giardino di Rose (Decca)
- 2006 — Vivaldi: Tito Manlio (Naïve)
- 2009 — Handel: Organ Concertos, Op. 4 (Decca/L'Oiseau-Lyre)
- 2009 — Vivaldi: The Four Seasons; Bach: Violin Concertos (Denon )
- 2010 — O Solitude (Decca) з Андреасом Шоллем і Стефано Монтанарі
- 2010 — Haydn: Concertos for Harpsichord & Violin (Decca)
- 2011 — Bach: Sinfonia (Decca)
- 2014 — Vivaldi: L'incoronazione di Dario (Naïve)